# Lúnasa

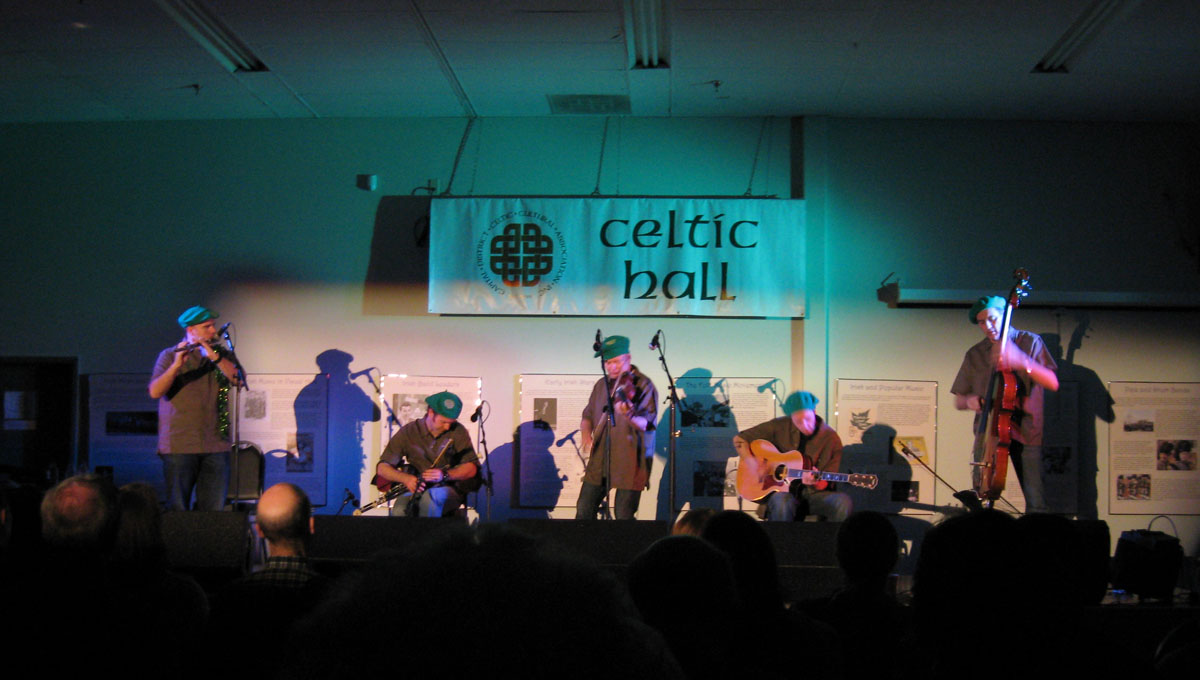
Lúnasa auf einer USA-Tour, März 2008

Lúnasa (irisch für den Monat „August“ und benannt nach Lughnasadh, einem altertümlichen irischen Erntefest) ist eine 1996 gegründete irische Folkband. Die Bandgründung erfolgte, als Seán Smyth, Trevor Hutchinson und Donogh Hennessy 1996 durch Skandinavien reisten. Nach ihrer Rückkehr nach Irland stießen Michael McGoldrick und John McSherry hinzu. In dieser Besetzung nahmen sie 1998 das Debütalbum „Lúnasa“ auf. Kevin Crawford kam 1997 hinzu, Cillian Vallely 1999.
1999 schloss die Band einen Dreijahresvertrag mit dem Label „Green Linnet Records“ und im Oktober desselben Jahres erschien die zweite CD „Otherworld“. Für „Green Linnet Records“ veröffentlichte die Band im Jahr 2001 „The Merry Sisters of Fate“ und 2003 „Redwood“.
2004 unterschrieb Lúnasa bei „Compass Records“ und veröffentlichte im selben Jahr „The Kinnitty Sessions“ (einen Live-Mitschnitt im Kinnitty Castle, County Offaly). Im Jahr 2004 verließ Donogh Hennessy die Formation. Auf dem 2006 erschienenen Album „Sé“ wurde Donogh Hennessy durch Tim Edey und Paul Meehan ersetzt – jeder von beiden spielte die Hälfte der CD-Titel ein. Kurz danach verließ Tim Edey die Band wieder und Paul Meehan verblieb als alleiniger Gitarrist.
Im Jahr 2010 veröffentlichte Lúnasa das Album „Lá Nua“ auf dem eigenen Label „Lúnasa Records“.
Die Band unternahm ausgedehnte Tourneen durch die USA, Europa und Asien.

## Nominierungen und Auszeichnungen
- Auszeichnung seitens „IRISH ECHO“ (USA), 1999
  - „Traditional Album of the Year“ für „Otherworld“

- Auszeichnung seitens „IRISH VOICE“ (USA), 1999
  - „Traditional Album of the Year“ ebenfalls für „Otherworld“

- Auszeichnung seitens ASSOCIATION FOR INDEPENDENT MUSIC (USA), 2002
  - „Best British/Celtic album“ für „The Merry Sisters of Fate“ in der Kategorie „INDIE AWARD“.

- Auszeichnung beim „QUEBEC CITY SUMMER FESTIVAL“ (Kanada)
  - „Best live performance“.

- Auszeichnung seitens „METEOR MUSIC AWARD“ (Irland), 2004
  - „Best Traditional Band“

- Auszeichnung seitens „BBC RADIO 2 AWARDS“ (Vereinigtes Königreich), 2004
  - „Folk Album Of The Year“ nominiert für „The Kinnitty Sessions“

- Auszeichnung seitens IRISH MUSIC MAGAZINE (Irland), 2005
  - „Best Traditional Album“ für „The Kinnitty Sessions“

## Diskographie
- Lúnasa (1998)
- Otherworld (1999)
- The Merry Sisters of Fate (2001)
- Redwood (2003)
- The Kinnitty Sessions (2004)
- Sé (2006)
- Lá Nua (2010)

## Die verschiedenen Besetzungen
aktuell:
- Seán Smyth – Geige, Flöten
- Kevin Crawford – Geige, Flöten
- Trevor Hutchinson – Bassgeige
- Cillian Vallely – Uilleann Pipes, Flöten
- Ed Boyd – Gitarre, Bouzouki

ehemalige Bandmitglieder:
- Tim Edey – Gitarre
- Donogh Hennessy – Gitarre
- Michael McGoldrick – Uilleann Pipes, Flöten
- John McSherry – Uilleann Pipes